# Reichstagsbrand

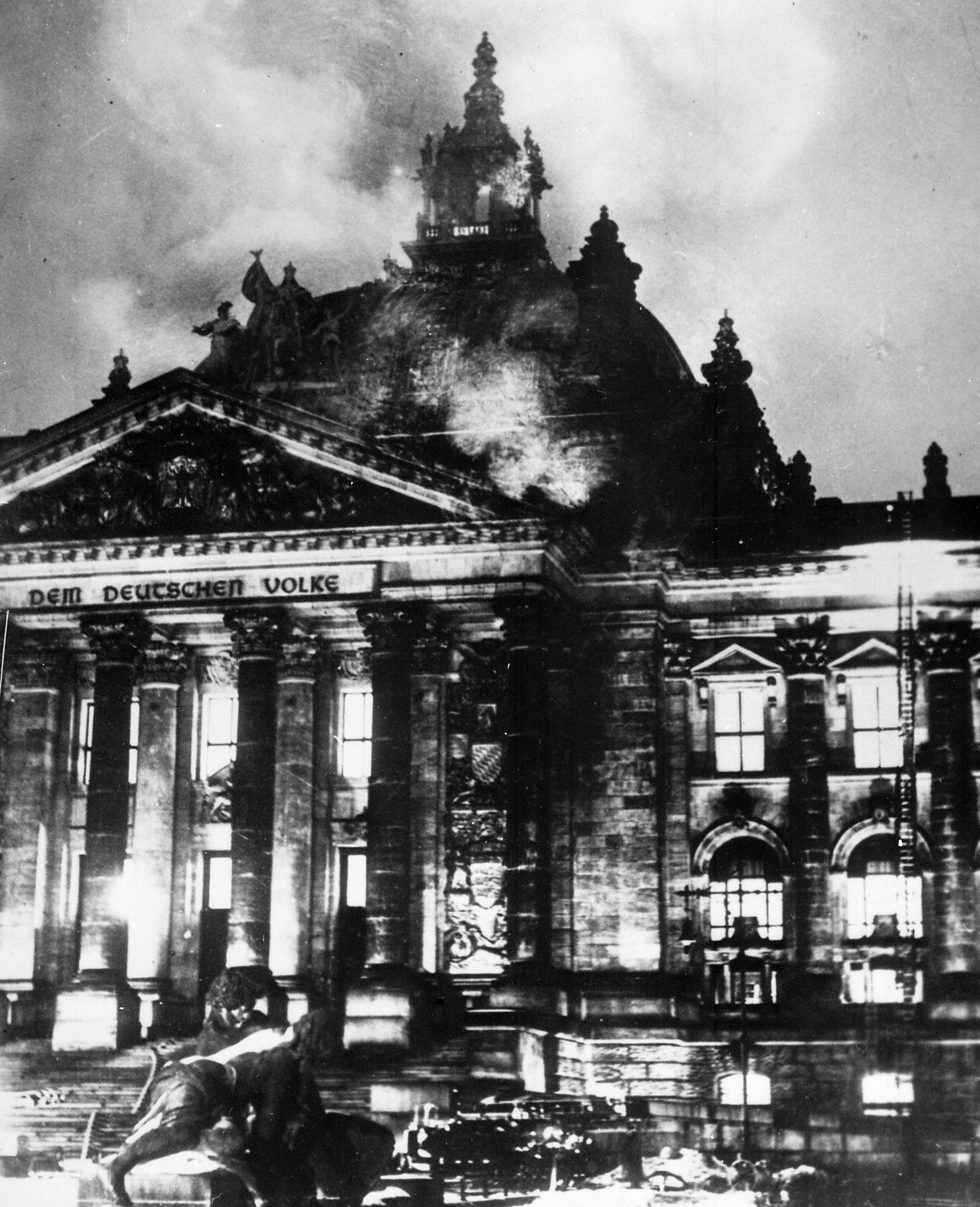
Der brennende Reichstag am 27./28. Februar 1933

Der Reichstagsbrand war der Brand des Reichstagsgebäudes in Berlin in der Nacht vom 27. auf den 28. Februar 1933. Der Brand beruhte auf Brandstiftung. Am Tatort wurde Marinus van der Lubbe festgenommen. Bis zu seiner Hinrichtung beharrte van der Lubbe darauf, den Reichstag allein in Brand gesetzt zu haben. Seine Alleintäterschaft schien bereits vielen Zeitgenossen unwahrscheinlich und wird weiterhin kontrovers diskutiert. Kritiker der Alleintäterthese vermuten eine unmittelbare Tatbeteiligung der Nationalsozialisten. Von 1967 bis 1983 wurde das Urteil von bundesdeutschen Gerichten mehrmals abgemildert, für ungültig erklärt oder in veränderter Form wieder bestätigt. Im Dezember 2007 wurde es auf der Grundlage des Gesetzes zur Aufhebung nationalsozialistischer Unrechtsurteile in der Strafrechtspflege von 1998 endgültig aufgehoben.
Unbestritten sind die politischen Folgen. Bereits am 28. Februar 1933 wurde die Verordnung des Reichspräsidenten zum Schutz von Volk und Staat (Reichstagsbrandverordnung) erlassen. Damit wurden die Grundrechte der Weimarer Verfassung de facto außer Kraft gesetzt und der Weg freigeräumt für die legalisierte Verfolgung der politischen Gegner der NSDAP durch Polizei und SA. Die Reichstagsbrandverordnung war eine entscheidende Etappe in der Errichtung der nationalsozialistischen Diktatur.
Die Gefängnisse waren bald überfüllt, täglich kamen neue Häftlinge hinzu. Politische Häftlinge wurden nun in improvisierten Haftorten gefangengehalten. So entstanden „wilde“ bzw. „frühe“ Konzentrationslager.

## Der Brand und erste politische Entscheidungen

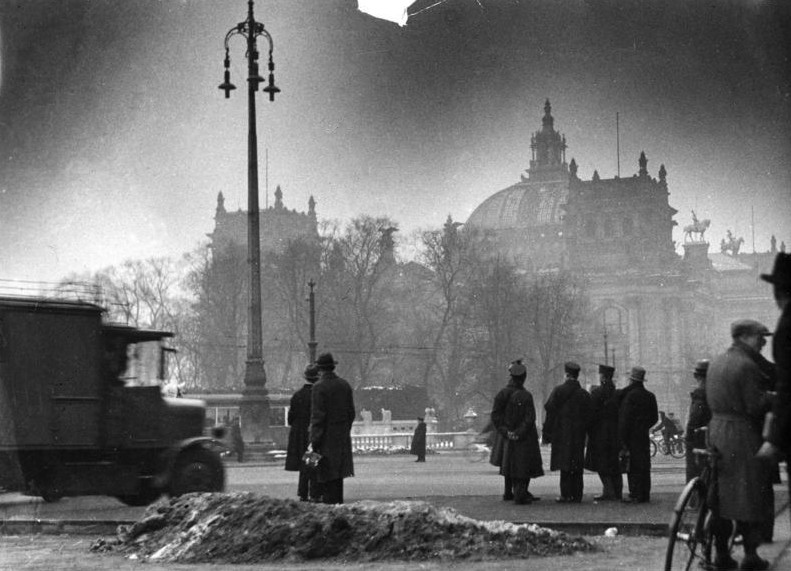
Am Morgen nach dem Reichstagsbrand, 28. Februar 1933

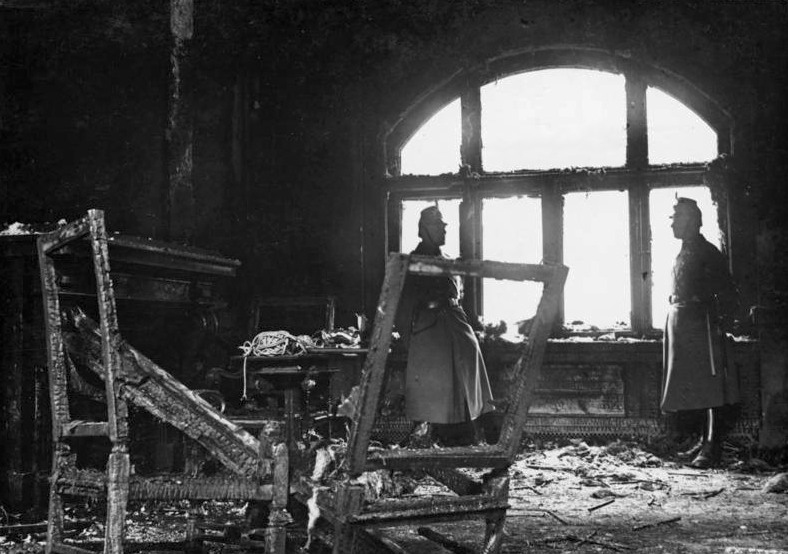
Die durch den Brand zerstörte Reichspräsidenten- und ehemalige Hofloge im Plenarsaal des Reichstages

Die sozialdemokratische Zeitung Vorwärts berichtete am 28. Februar 1933 vom Vortag, dass in den Abendstunden ein Riesenfeuer den Himmel über der Innenstadt rötete und dass die Kuppel des Reichstages in hellen Flammen gestanden habe. Feuerwehr und Polizei hätten übereinstimmend als Ursache Brandstiftung genannt, da an verschiedenen Stellen Brandnester gefunden worden waren. Kurz nach 21 Uhr sei im Reichstag Feueralarm gegeben worden. Zunächst wurde ein Feuer im Restaurant gemeldet. Dort konnten die Flammen rasch erstickt werden. Aber kurz danach wurden mehrere weitere Brandherde entdeckt. In kurzer Zeit brannte der Sitzungssaal des Gebäudes lichterloh. Die Feuerwehr war inzwischen mit 15 Löschzügen vor Ort. Diese nahmen den Kampf gegen den Brand mit zahlreichen Spritzen von verschiedenen Seiten auf. Allerdings war es anfangs wegen der Hitze unmöglich, an das Zentrum des Brandes heranzukommen. Daher beschränkte sich die Feuerwehr darauf, ein Ausbreiten der Flammen zu verhindern. Erst gegen 00:25 Uhr hatte sie das Feuer weitgehend gelöscht. Im Verlauf der Löscharbeiten versammelten sich mehrere tausend Schaulustige. Mehrere Hundertschaften der Schutzpolizei führten Absperrungen durch, da man annahm, unter den Zuschauern Komplizen ausfindig zu machen.
Das Blatt berichtete weiter, dass im Polizeipräsidium eine Sonderkommission gebildet worden sei. Diese habe eine Vernehmung des festgenommenen geständigen Täters Marinus van der Lubbe durchgeführt. Dieser sei 24 Jahre alt, von Beruf Maurer und stamme aus dem niederländischen Leiden. Er blieb auch bei der ersten Vernehmung dabei, allein gehandelt zu haben. Der Vorwärts war allerdings der Meinung, dass der Täter gute Ortskenntnisse gehabt haben müsse, und schloss indirekt eine Mittäterschaft der Kommunisten nicht aus.
Der Chef der preußischen politischen Polizei, Rudolf Diels, der unmittelbar nach der Meldung an den Tatort geeilt war, berichtete im Rückblick über die Umstände der Festnahme und des Geständnisses van der Lubbes. Wenig später trafen auch Adolf Hitler – der sich gerade in einer vom 26. bis 28. Februar angesetzten Wahlkampfpause befand –, Joseph Goebbels, Hermann Göring, Wilhelm Frick sowie wahrscheinlich Wolf-Heinrich Graf von Helldorff ein. Die Anwesenheit Helldorffs bezeugten Hermann Göring im Reichstagsbrandprozess und nach dem Krieg auch Diels, während Helldorff selbst im Prozess bestritt, am Reichstag gewesen zu sein. Der Historiker Hans Mommsen bemerkt dazu, dass entweder Göring oder Helldorff einen Meineid begingen. Göring äußerte am Tatort:

„Das ist der Beginn des kommunistischen Aufstandes, sie werden jetzt losschlagen! Es darf keine Minute versäumt werden!“

Hitler fand nach diesem Bericht noch schärfere Formulierungen:

„Es gibt jetzt kein Erbarmen; wer sich uns in den Weg stellt, wird niedergemacht. Das deutsche Volk wird für Milde kein Verständnis haben. Jeder kommunistische Funktionär wird erschossen, wo er angetroffen wird. Die kommunistischen Abgeordneten müssen noch in dieser Nacht aufgehängt werden. Alles ist festzusetzen, was mit den Kommunisten im Bunde steht. Auch gegen Sozialdemokraten und Reichsbanner gibt es jetzt keine Schonung mehr.“

Diels äußerte die Überzeugung, dass es sich nach Meinung der Polizei um einen verrückten Einzeltäter handele. Damit stieß er bei den führenden Nationalsozialisten auf Ablehnung, die auf die Ausrufung des Ausnahmezustandes und Verhaftung von sozialdemokratischen und kommunistischen Funktionären drängten.

## Politische Hintergründe

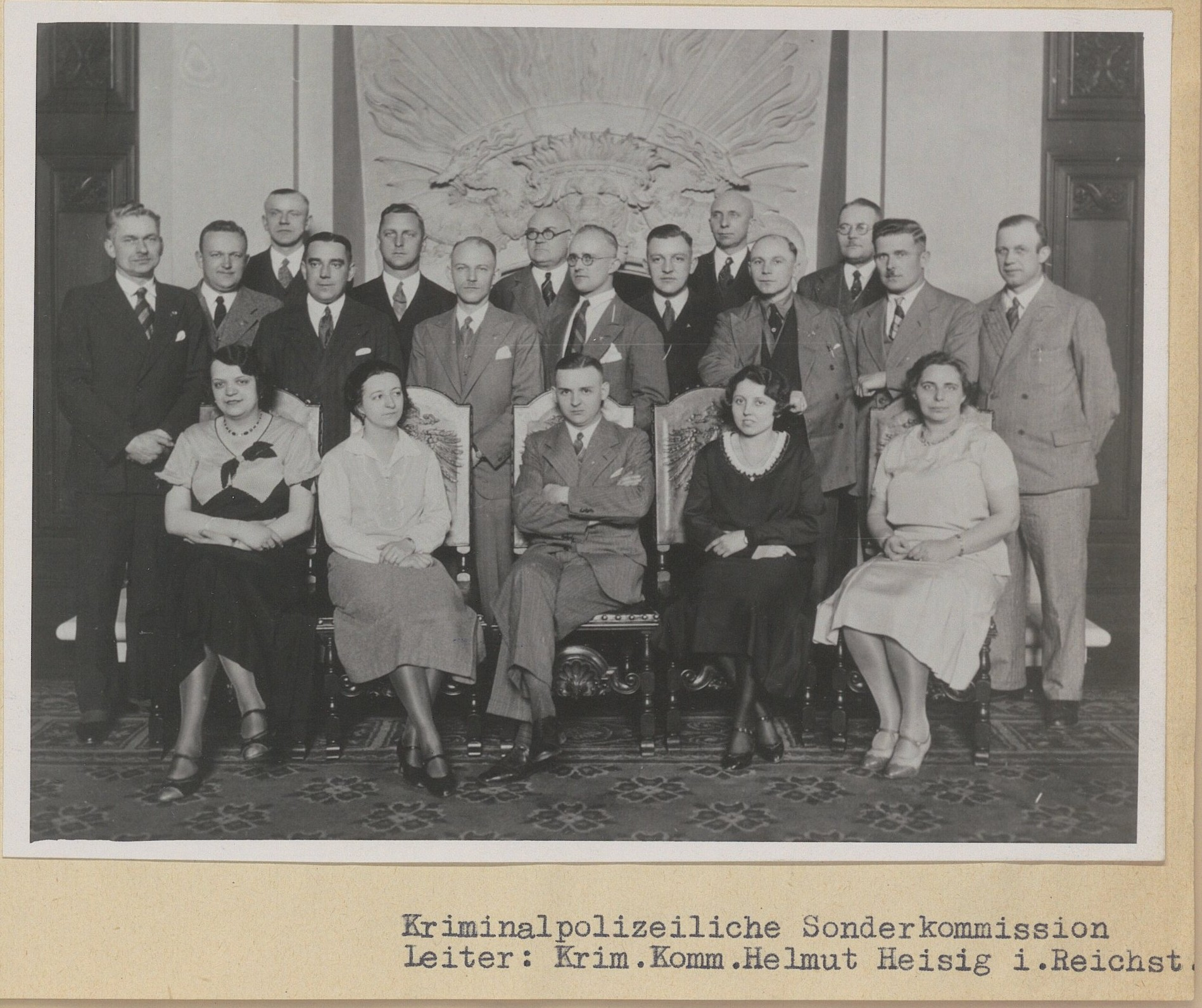
Die mit der Aufklärung des Brandes beauftragte Reichstagsbrandkommission (1933). In der Bildmitte, flankiert von weiblichen Hilfskräften, sitzt der Kriminalkommissar Helmut Heisig.

Der Reichstagsbrand fiel mitten in den Wahlkampf für die Reichstagswahl vom 5. März 1933. Wie die ersten Äußerungen am Tatort gezeigt haben, war man bis in hohe Kreise der NSDAP von einem Aufstandsversuch der KPD überzeugt. Andere zeitgenössische Beobachter hielten ihn für eine Aktion der neuen Machthaber, um geplante politische Repressalien zu legitimieren.
Das Ereignis kam – unabhängig von der wahren Täterschaft – den Nationalsozialisten äußerst gelegen. Der Wahlkampf der NSDAP wurde ohnehin bereits als „Kampf gegen den Marxismus“ geführt. Der Brand gab der Partei nunmehr die Möglichkeit zu radikalerer Gewaltanwendung unter Einsatz staatlicher Machtmittel gegen die Linksparteien.
Die NSDAP sprach unmittelbar danach von einem „Fanal zum blutigen Aufruhr und zum Bürgerkrieg“. Noch in der Brandnacht ordnete Hermann Göring in seiner Funktion als kommissarischer preußischer Innenminister das Verbot der kommunistischen Presse an. Außerdem wurden die Parteibüros geschlossen und zahlreiche Funktionäre der Partei in die so genannte Schutzhaft genommen. Allein in Berlin wurden 1500 Mitglieder der KPD festgenommen. Darunter war fast die gesamte Reichstagsfraktion. Der Polizei gelang es jedoch nicht, die eigentliche Parteiführung zu verhaften, weil sich das Politbüro zu einer geheimen Sitzung getroffen hatte. Der Fraktionsvorsitzende der KPD im Reichstag, Ernst Torgler, stellte sich kurze Zeit später freiwillig, um so der Behauptung, er sei an der Brandstiftung beteiligt gewesen, entgegenzutreten.
Da der am Tatort festgenommene Marinus van der Lubbe angeblich auch Verbindungen zur SPD zugegeben hatte, geriet auch diese Partei in den Fokus der Behörden. Die sozialdemokratische Presse, aber auch die Wahlplakate der Partei, wurden für 14 Tage verboten.

## Formale Legalisierung der politischen Verfolgung

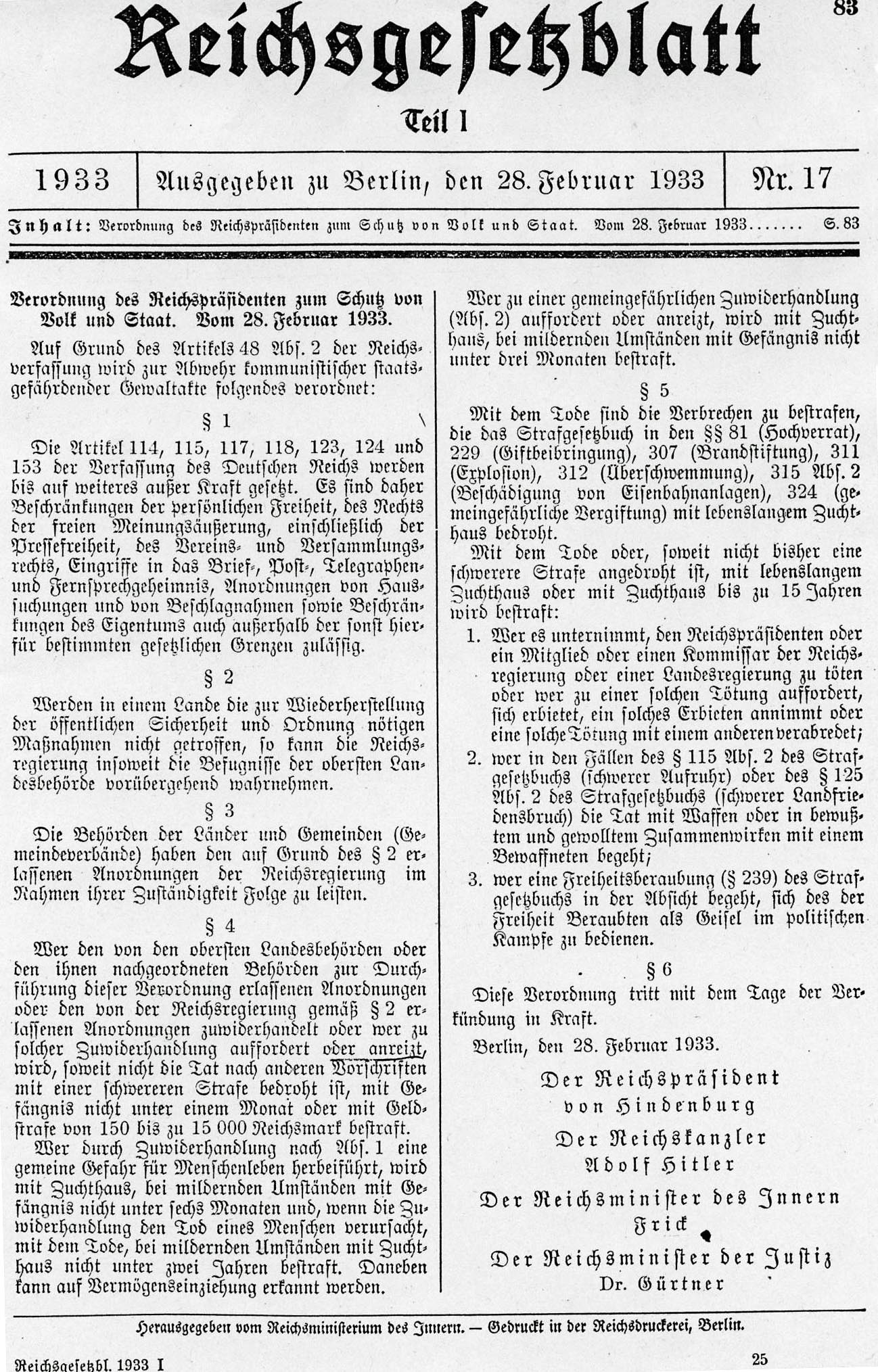
Reichstagsbrandverordnung vom 28. Februar 1933

Noch am 28. Februar 1933 wurde vom Reichskabinett die Notverordnung „Zum Schutz von Volk und Staat“ verabschiedet. Damit wurden die Grundrechte außer Kraft gesetzt. Der Polizei und ihren Hilfsorganen (namentlich der SA) war es nunmehr möglich, Verhaftungen ohne Nennung von Gründen vorzunehmen und den Betroffenen jeden Rechtsschutz zu verweigern. Weder die Unversehrtheit der Wohnung noch des Eigentums waren mehr gewährleistet. Das Post- und Fernmeldegeheimnis war ebenso aufgehoben wie die Meinungs-, Presse- und Vereinsfreiheit. Gleichzeitig waren darin stärkere Eingriffsmöglichkeiten des Reiches in die Angelegenheiten der Länder enthalten. Für verschiedene Terrordelikte wie auch für Brandstiftung wurde rückwirkend die Todesstrafe eingeführt. Diese Verordnung war gleichbedeutend mit dem Ende des Rechtsstaates in der bisherigen Form. Die Verordnung blieb bis zum Ende des Dritten Reiches in Kraft und war die Grundlage für ein Regime des permanenten Ausnahmezustandes.
Aus taktischen Gründen sah die Regierung noch von einem formellen Verbot der KPD ab. Jedoch machte Adolf Hitler noch am 28. Februar unmissverständlich deutlich, dass jetzt „rücksichtslose Auseinandersetzung mit der KPD dringend geboten sei“. Das erklärte Ziel war die völlige Vernichtung der Kommunisten. Daneben konnte die Notverordnung auch auf Sozialdemokraten und letztlich auf alle Gegner des Regimes angewandt werden.
Die Notverordnung schuf die Grundlage zur Verhaftung nicht nur zahlreicher weiterer Funktionäre der Arbeiterparteien, sondern auch zahlreicher kritischer, meist linker Intellektueller. Unter ihnen waren noch am 28. Februar Alfred Apfel, Fritz Ausländer, Rudolf Bernstein, Felix Halle, Max Hodann, Wilhelm Kasper, Egon Erwin Kisch, Hans Litten, Erich Mühsam, Carl von Ossietzky, Wilhelm Pieck, Ludwig Renn, Ernst Schneller, Werner Scholem, und Walter Stoecker. Einige Tage später gelang der Polizei auch die Verhaftung von Ernst Thälmann, dem Vorsitzenden der KPD.
Der laufende Reichstagswahlkampf konnte von der NSDAP nach dem Brand in offen terroristische Bahnen gelenkt werden. Bis Mitte Mai 1933 wurden allein in Preußen über 100.000 politische Gegner – die Mehrzahl Kommunisten – verhaftet und in provisorische Konzentrationslager und Folterkeller gebracht. Am Wahltag zählte man 69 Tote und hunderte Verletzte, allerdings nicht nur auf Seiten der Opposition, sondern auch bei SA und NSDAP.

## Der Reichstagsbrandprozess
Die nationalsozialistische Führung hätte gerne auf einen ordentlichen Prozess verzichtet. Dies war aber nicht möglich, da die Diktatur erst in den Ansätzen steckte und unter dem Druck des Auslandes stand, wobei die Exil-KPD eine starke Rolle spielte. Allerdings wurde einen Monat nach dem Reichstagsbrand von der Reichsregierung mit einer Lex van der Lubbe das Strafmaß erhöht, sodass für Brandstiftung nun auch die Todesstrafe verhängt werden konnte.

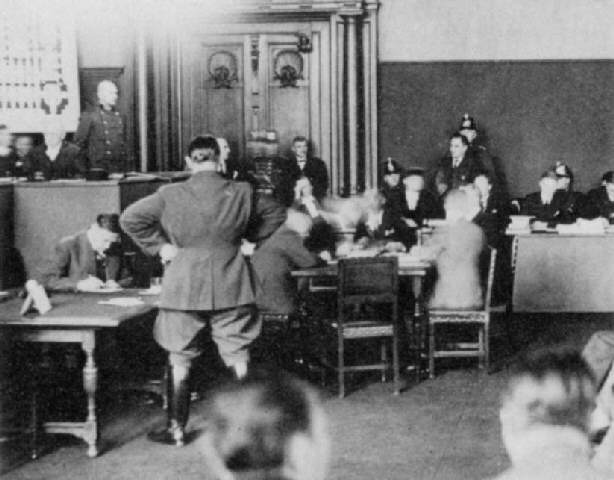
Auftritt Hermann Görings (mit dem Rücken zum Betrachter stehend, die Fäuste in die Taille gedrückt) beim Reichstagsbrandprozess, 4. November 1933
Fotografie von Robert Sennecke

Die polizeilichen Ermittlungen und gerichtlichen Voruntersuchungen richteten sich neben van der Lubbe auch gegen den angeblichen Anstifter, den deutschen Kommunisten Ernst Torgler, und drei bulgarische Kommunisten, Georgi Dimitroff, Blagoi Popow und Wassil Tanew. Als Staatsschutzsache kam der Fall zum Reichsgericht in Leipzig. Insgesamt wurden bei der Voruntersuchung über 500 Zeugen vernommen. Die Ergebnisse aus 32 Aktenbänden wurden in einer umfangreichen Anklageschrift zusammengefasst. Die Regierung beeinflusste das Verfahren von Anfang an. Der die Untersuchung leitende Richter wurde zu Beginn durch einen Mann des Regimes ersetzt, der konsequent alle Entlastungsanträge der Beschuldigten ablehnte. Dimitroff war fünf Monate lang ständig mit eisernen Handschellen gefesselt, die Schmerzen verursachten. Er musste sogar Briefe an das Gericht und seinen Anwalt in diesen Fesseln schreiben. Das Gericht bestellte einen Anwalt für Dimitroff. Mehrere Versuche Dimitroffs, einen Anwalt seines Vertrauens zu erhalten, scheiterten. Der erste Anwalt Dimitroffs, Werner Wille, den noch Kurt Rosenfeld vor seiner Flucht vermittelt hatte, gab sein Mandat zurück, andere von Dimitroff gewählte Verteidiger lehnte das Gericht ab. Dazu gehörten auch ausländische Anwälte wie der Menschenrechtsanwalt Vincent de Moro-Giafferi.
Am 21. September 1933 wurde der Prozess vor dem IV. Strafsenat des Reichsgerichts in Leipzig im Großen Saal eröffnet. Der Vorsitzende Richter war Wilhelm Bünger, ehemals Mitglied der DVP, Landesminister in Sachsen und kein Anhänger des neuen Regimes. Die Verhandlungen waren in weiten Teilen geprägt von politischen Auseinandersetzungen. Dimitroff hatte sich in der Haft intensiv mit dem deutschen Strafrecht und der Strafprozessordnung vertraut gemacht und lieferte sich als guter Rhetoriker heftige Redeschlachten mit den Vertretern der Anklage, versuchte die Belastungszeugen in Widersprüche zu verwickeln und stellte eine Vielzahl von Beweisanträgen. Durch die zahlreichen in- und ausländischen Pressevertreter konnte er sich seiner medialen Wirkung sicher sein. Die Richter, sowohl von der Presse wie auch der Regierung kritisch beobachtet, erwiesen sich gegenüber Dimitroff als hilflos. Ihre einzige Waffe war dessen mehrfacher Ausschluss vom Verfahren. Bemerkenswert ist, dass einige Zeugen, die als Inhaftierte in Konzentrationslagern unter Druck gegen die Angeklagten ausgesagt hatten, vor Gericht ihre Aussage widerriefen. Ein Gutachter kam zwar im Verlauf des Prozesses zu dem Urteil, dass van der Lubbe unmöglich der alleinige Täter sein könne, insbesondere die ausländische Öffentlichkeit blieb aber skeptisch. Die Wende sollten die Auftritte von Goebbels und Göring bringen. Göring griff die Kommunisten scharf an, ließ sich aber von Dimitroff aus der Fassung bringen. Geschickter verhielt sich Goebbels, aber auch ihm gelang es nicht, den Eindruck eines nationalsozialistischen Schauprozesses zu entkräften. Ab dem 10. Oktober begannen zehn Verhandlungstage im Saal des Haushaltsausschusses des weitgehend unzerstörten Reichstagsgebäudes selbst, die das größte internationale Aufsehen erregten.
Das Urteil, gegen das keine Revision möglich war, erging am 23. Dezember 1933. Danach wurde zwar die These einer kommunistischen Verschwörung aufrechterhalten, die Angeklagten Torgler, Dimitroff, Popow und Tanew wurden aber aus Mangel an Beweisen freigesprochen. Der Angeklagte van der Lubbe wurde wegen Hochverrats in Tateinheit mit aufrührerischer Brandstiftung und versuchter einfacher Brandstiftung für schuldig befunden und aufgrund eines am 29. März 1933 erlassenen Gesetzes zum Tod und zum Verlust der bürgerlichen Ehrenrechte verurteilt. Das Urteil wurde im Ausland mit Entrüstung, von der nationalsozialistischen Presse mit Erleichterung aufgenommen. Van der Lubbe wurde am 10. Januar 1934 durch die Guillotine hingerichtet. Die Bulgaren wurden bald ausgewiesen, die anderen Angeklagten nach dem Prozess in „Schutzhaft“ genommen. Torgler wurde erst 1936 freigelassen.
Obwohl die Unabhängigkeit des Gerichts bereits deutlich eingeschränkt war, zeigte das Urteil doch, dass die Kontrolle des Regimes über die Justiz noch nicht vollständig gesichert war. Der Prozess wurde daher eine Haupttriebkraft zur Schaffung eines außerordentlichen Strafrechts. Dazu gehörte nicht zuletzt die Einrichtung des Volksgerichtshofes.
In London wurde vor dem Beginn des Prozesses eine „Internationale Untersuchungskommission zur Aufklärung des Reichstagsbrandes“ eingerichtet. Als Vorsitzender des mit renommierten Juristen besetzten Gremiums fungierte Denis Nowell Pritt. Auch Willi Münzenberg spielte eine wichtige Rolle, der mit dem Braunbuch Reichstagsbrand und Hitlerterror eine folgenreiche antifaschistische Kampagne begonnen hatte: Die Nationalsozialisten wurden dort nicht mehr als Erfüllungsgehilfen der Klasseninteressen des Kapitals hingestellt, sondern als moralisch verkommene Verbrecher. Van der Lubbe wurde im Braunbuch fälschlich als willenschwacher „Lustknabe“ des homosexuellen SA-Chefs Ernst Röhm hingestellt. Zeugen dafür hatten ihn aber über Jahre nicht gesehen, Gegenzeugen wurden nicht geladen. Die Kommission führte einen Gegenprozess und verkündete ihr Urteil unmittelbar vor Beginn des Leipziger Prozesses. Darin wurden die Nationalsozialisten für schuldig befunden und die Kommunisten freigesprochen. Van der Lubbe wurde zwar als Täter angesehen, aber man meinte, dass dieser im Auftrag oder mit Billigung der Nationalsozialisten gehandelt hätte. Dieser Gegenprozess beeinflusste die internationale öffentliche Meinung und auch das Reichsgericht war implizit gezwungen, die Ergebnisse des Gegenprozesses zu widerlegen.
Franz Salditt hat 2023 auf der Basis des bisher vorliegenden historischen Materials nochmals die Prozessakten und weitere Veröffentlichungen der Prozessbeteiligten untersucht. Sowohl die Mitglieder des IV. Strafsenats des Reichsgerichts (Bünger, Coenders, Froelich, Lersch, Rusch (Berichterstatter)) als auch der Oberreichsanwalt Karl August Werner sowie die beiden Verteidiger Philipp Seuffert (van der Lubbe) und Alfons Sack (Torgler) seien aufgrund des Geständnisses von van der Lubbe zutreffend von dessen Täterschaft ausgegangen. Gleichzeitig aber seien alle Prozessbeteiligten aufgrund vorliegender technischer Sachverständigengutachten davon überzeugt gewesen, dass van der Lubbe nicht über Brandbeschleuniger verfügt habe, ohne die jedenfalls der Plenarsaal des Reichstags nicht hätte in Brand gesteckt werden können. Im Urteil des Reichsgerichts heißt es:

„Inzwischen hatte sich im Plenarsaal, von anderer Hand vorbereitet, ein Brand entwickelt, der auf der Grundlage größerer Mengen eingebrachter Brennstoffe in Gestalt von Petroleum oder Schwerbenzin (Benzol oder dergl.) durch Anwendung einer selbstentzündlichen Flüssigkeit, bestehend aus einer Phosphor- und Schwefelkohlenstoffmischung zur Entstehung gelangt war und einen rapiden Verlauf genommen hat…….An der Vorbereitung und Anlegung dieses Brandes im Plenarsaal sind mindestens ein, wahrscheinlich mehrere Mittäter van der Lubbes beteiligt gewesen. Einer dieser Täter hat das Reichstagsgebäude kurz vor oder nach 21 Uhr durch das Südportal II, das von anderer Hand aufgeschlossen und aufgeriegelt und hinter ihm wieder ordnungsmäßig verschlossen wurde, verlassen und sich eiligen Laufs in Richtung Königsplatz entfernt.“

Salditt legt dann im Einzelnen dar, wie Informanten aus nationalsozialistischen Kreisen van der Lubbes offene Ankündigung eines Attentats auf den Reichstag auch ohne sein Wissen für eigene Zwecke ausgenutzt haben könnten.

## Folgen
Sofort nach dem Reichstagsbrand begannen die Nationalsozialisten ihre politischen Gegner zu inhaftieren. Noch in derselben Nacht hatte Göring angeordnet, z. B. kommunistische Reichstags- und Landtagsabgeordnete in Gefängnisse einzusperren. Die Inhaftierung der Kommunisten geschahen dabei teilweise nach bereits existenten Listen, deren Erstellung Görings Vorgänger im preußischen Innenministerium, Franz Bracht Ende November 1932 angeordnet hatte. Göring hatte jene Listen aktualisieren lassen. Die Zahl der Häftlinge erhöhte sich täglich. Als die Kapazität der Gefängnisse nicht mehr ausreichte, begannen regionale Polizeibehörden sowie die SA ihre Häftlinge an improvisierten Haftorten gefangen zu halten. Heute sind diese improvisierten Haftorte als „wilde“ (auch „frühe“) Konzentrationslager bekannt. Sie unterscheiden sich jedoch maßgeblich von den späteren Konzentrationslagern, da letztere systematisch aufgebaut waren, nach dem Prototyp Dachau. Erst nach dem sog. Röhm-Putsch gelang Hitler die Entmachtung der SA, und die SS übernahm die Kontrolle über die nunmehr systematisch organisierten Konzentrationslager des Regimes, die nach und nach errichtet wurden.

## Der Reichstagsbrand in der Rechtsprechung nach dem Krieg

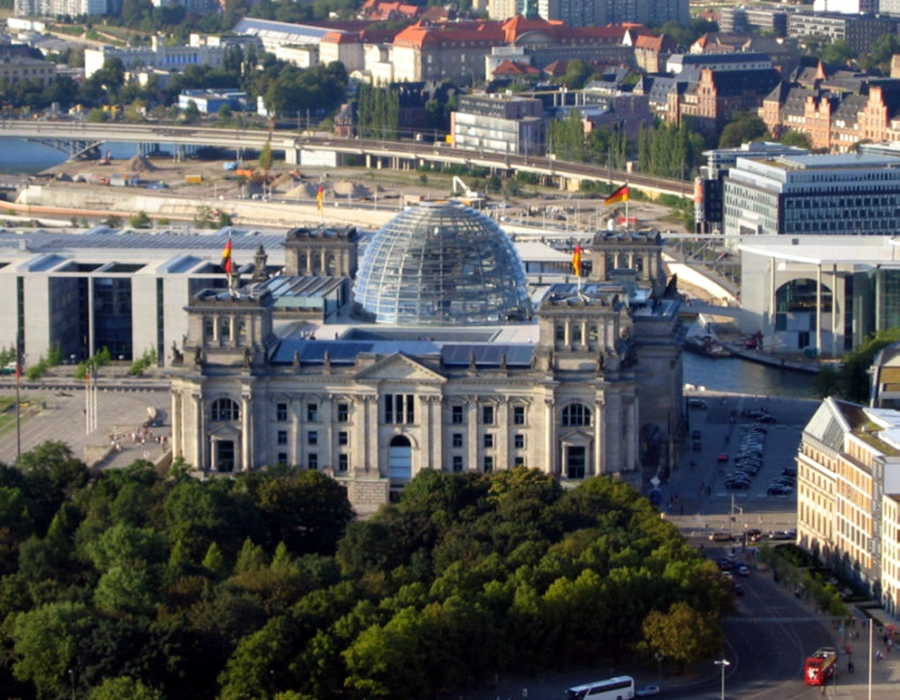
Reichstagsgebäude (2004)

Im Wiederaufnahmeverfahren hat das Landgericht Berlin 1967 das Urteil gegen van der Lubbe bezüglich des Hochverrats aufgehoben, hinsichtlich der Brandstiftung jedoch bestehen lassen. Im Jahr 1980 wurde der Prozess auf Betreiben von Robert Kempner, in den Nürnberger Prozessen Stellvertreter des Chefanklägers Robert H. Jackson und überzeugt von der Unschuld van der Lubbes, wiederaufgenommen und van der Lubbe in allen Punkten freigesprochen, woraufhin die Staatsanwaltschaft Beschwerde einlegte. Im letzten Beschluss des Bundesgerichtshofs 1983 wurde die Frage von Mittätern ausdrücklich als nicht relevant offengelassen, da dies eine strafbare Beteiligung van der Lubbes jedenfalls nicht ausschließe. Auf Grundlage eines Gesetzes aus dem Jahr 1998 wurde das Urteil gegen van der Lubbe im Januar 2008 nunmehr vollständig aufgehoben, weil die verhängte Todesstrafe auf „spezifisch nationalsozialistischen Unrechtsvorschriften“ beruhte.

## Der Streit über die Täterschaft
Es gibt drei Theorien zu den Hintergründen des Brandes:
- Die Nationalsozialisten verbreiteten die Verschwörungstheorie von einem „kommunistischen Aufstand“, zu dem der Brand des Reichstags das Fanal gewesen sein soll. Ein Großteil der historischen Forschung argumentiert, dass die Nationalsozialisten – zunächst tatsächlich an den kommunistischen Aufstand glaubend – die Gelegenheit virtuos ausgenutzt und den Verdacht als Tatsache dargestellt hätten.[29]

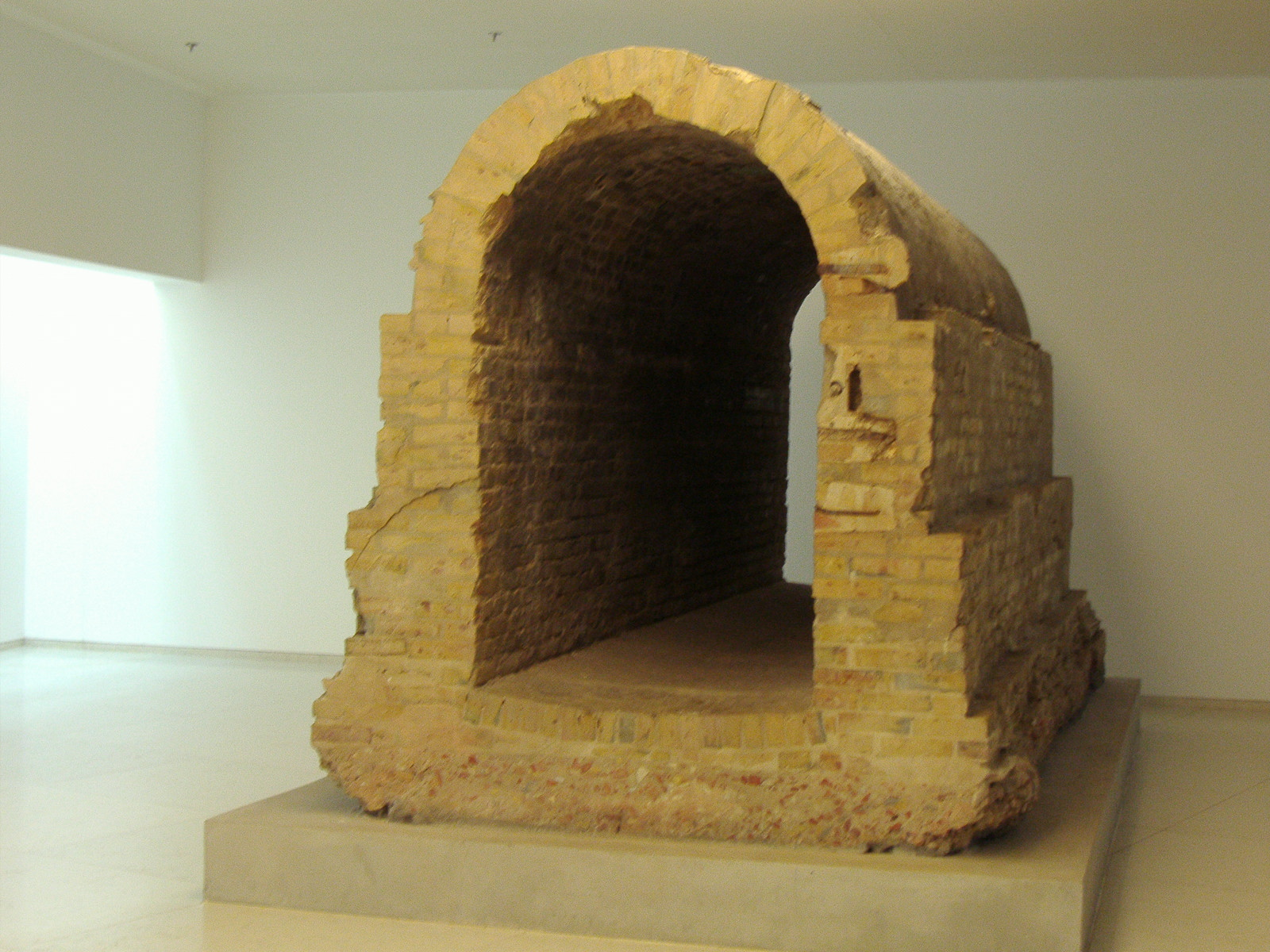
Teilstück des Rohrleitungsgangs, der früher das Reichstagspräsidentenpalais mit dem Reichstagsgebäude verband; ausgestellt im Jakob-Kaiser-Haus

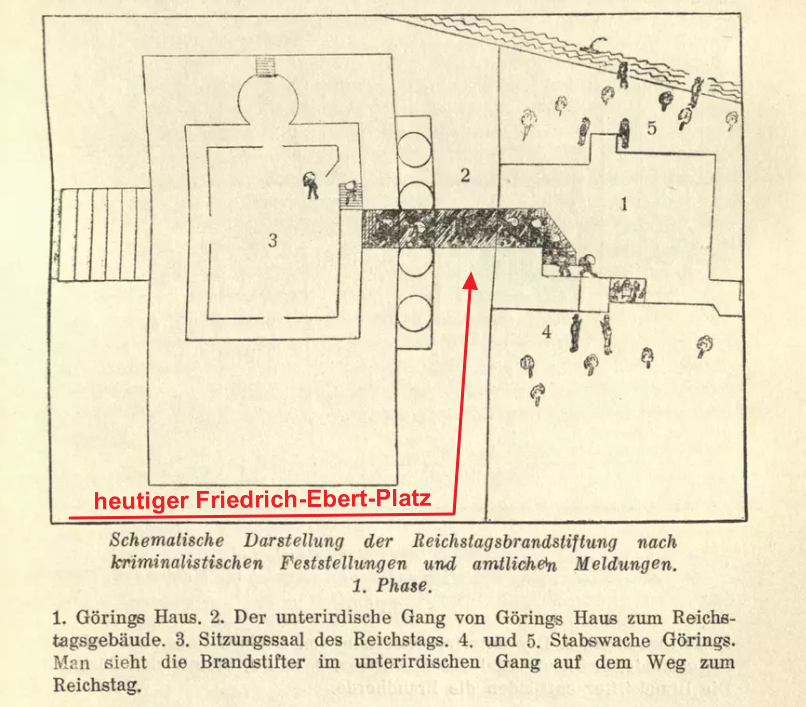
Lage des Tunnels nach Otto Katz im Braunbuch von 1933 in der damaligen Sommerstraße

- Die Kommunisten setzten dem eine eigene Verschwörungstheorie entgegen, nämlich, dass die Nationalsozialisten selbst das Feuer gelegt hätten: Durch einen Geheimtunnel hätte sich ein nationalsozialistischer Brandstiftertrupp unter Führung des SA-Führers Edmund Heines von Görings Amtssitz, dem Reichstagspräsidentenpalais, aus in den Reichstag begeben, dort an mehreren Stellen Feuer gelegt, sich durch den Tunnel wieder zurückgezogen und van der Lubbe als Sündenbock zurückgelassen. Das schien nach dem Cui bono plausibel, da die Nationalsozialisten vom Brand den größten Vorteil hatten, nämlich einen Vorwand für die Verfolgung politischer Gegner.[30]
- Schließlich gibt es die These von der Alleintäterschaft des am Tatort aufgefundenen Marinus van der Lubbe. Ihr zufolge lässt sich ein bedeutsames Element der nationalsozialistischen Machtausweitung letztendlich auf ein zufälliges Ereignis zurückführen, das den Nationalsozialisten gelegen kam.[31]

Beweise für kommunistische Aufstandsplanungen sind während der NS-Herrschaft nie erbracht worden und haben nach heutigem Erkenntnisstand auch nie existiert. Der Reichstagsbrand hat den Kommunisten nicht genutzt, sondern im Gegenteil ihre legalisierte und staatlich gelenkte Verfolgung nach sich gezogen – ein Vorhaben, das die Nationalsozialisten vor ihrem Regierungsantritt stets angekündigt hatten. Van der Lubbe stand mit der KPD damals nicht in Verbindung und hatte sich – trotz gescheiterter Versuche, in die Sowjetunion zu emigrieren – mit den niederländischen Kommunisten längst überworfen.
Bereits zwei Stunden nach dem Beginn des Brandes hatte Willi Frischauer, Berichterstatter der Wiener Allgemeinen Zeitung, an sein Blatt gekabelt, es sei unzweifelhaft, dass das Feuer „von Söldnern der Hitlerregierung entfacht worden“ sei, und er erwähnte den „allem Anschein nach“ von den Brandstiftern benutzten unterirdischen Gang. Ein Braunbuch, das unter der Federführung Willi Münzenbergs in Paris herauskam, sollte diese These belegen.

### Die Diskussion nach dem Zweiten Weltkrieg

#### Die Alleintäterthese von Fritz Tobias
In den 1940er-Jahren entwarfen ehemalige Gestapo-Beamte konkurrierende Narrative. Hans Bernd Gisevius schrieb in seinen Memoiren Bis zum bitteren Ende (1946), SA-Leute hätten das Feuer im Plenarsaal des Reichstags gelegt. Die Gestapo habe dies vertuscht. Heinrich Schnitzler vertrat 1949 in einer anonym veröffentlichten Artikelserie die Sicht, van der Lubbe sei Einzeltäter gewesen und die NS-Führung sei von dem Brand überrascht worden. Der ehemalige Gestapo-Chef Rudolf Diels vertrat in seinen Memoiren dieselbe Ansicht.
In einer 1959/60 im Nachrichtenmagazin Der Spiegel erschienenen Artikelserie nahm der niedersächsische Verfassungsschutzbeamte Fritz Tobias die Alleintäterthese Schnitzlers wieder auf. Im selben Magazin hatte schon am 16. Januar 1957 Paul Karl Schmidt, der während der Zeit des Nationalsozialismus als Pressechef im Auswärtigen Amt tätig war, die These von der Alleintäterschaft van der Lubbes vertreten; er betreute zeitweise auch das Manuskript von Fritz Tobias für die oben genannte Reichstagsbrandserie des Spiegels redaktionell. 1962 veröffentlichte Tobias das Buch Der Reichstagsbrand. Legende und Wirklichkeit. Überlebende der NS-Verfolgung, Remigranten, Liberale und Linke sahen in Tobias’ Thesen einen nazistischen Versuch der Reinwaschung. Um Tobias zu widerlegen, beauftragte das Münchner Institut für Zeitgeschichte 1960 den Gymnasiallehrer Hans Schneider. Der Vertrag mit Schneider wurde 1962 gekündigt und von Seiten des Instituts auf ihn eingewirkt, er solle seine Forschungsergebnisse nicht andernorts veröffentlichen.
Dieser Vorgang wurde im Jahr 2000 von Hersch Fischler und Gerhard Brack öffentlich gemacht und kritisiert. Hans Mommsen, seinerzeit Mitarbeiter des Instituts, hatte in einer Aktennotiz 1962 festgehalten, dass eine Publikation des Schneiderschen Manuskripts „aus allgemeinpolitischen Gründen unerwünscht zu sein“ scheine und eine anderweitige Publikation des Manuskripts „durch Druck auf Schneider vermittels des Stuttgarter Ministeriums“ verhindert werden könne. Die Leitung des Instituts für Zeitgeschichte erklärte 2001, die „zitierten Äußerungen von Hans Mommsen sind unter wissenschaftlichen Gesichtspunkten völlig inakzeptabel“. Das Rohmanuskript Schneiders sei nicht publikationsreif gewesen. Fischler und Brack verweisen dagegen darauf, dass das Institut Schneider Quellenmaterialien entzogen und Druck auf ihn ausgeübt habe, „um zu verhindern, daß er sein Manuskript publikationsreif machen und wichtige Quellenmaterialien kontrovers in die wissenschaftliche Diskussion um den Reichstagsbrand einbringen konnte.“ Anlässlich der Veröffentlichung des Schneiderschen Manuskripts im Jahr 2004 verwies Fischler darauf, Tobias habe die Vergangenheit von Kritikern seiner Alleintäterthese erforscht und sich nicht gescheut, mit diesem Wissen Druck auszuüben und ausüben zu lassen. Benjamin Carter Hett weist auf einen „publizistischen Feldzug“ von rechts gegen das IfZ hin. Rechtslastige Blätter und Autoren (Soldaten-Zeitung, Kristall, Kurt Ziesel, David Irving) hätten sich um Tobias versammelt. Tobias habe außerdem die seinerzeit noch nicht bekannte NSDAP-Mitgliedschaft des Institutsleiters Helmut Krausnick in Erfahrung bringen können und „Krausnick buchstäblich erpressen, um das IfZ zur Änderung seiner Anschauung zu zwingen“. Tobias‘ Motiv, so Hett, sei dessen Bestreben gewesen, die Wahrnehmung der Anfangsphase der NS-Zeit zu korrigieren und zu zeigen, dass, in Tobias’ Worten, „ein blinder Zufall, ein Irrtum, eine Revolution auslößte [sic]“. Außerdem habe er die an den damaligen Ermittlungen beteiligten Polizisten Walter Zirpins, Helmut Heisig und Rudolf Braschwitz schützen wollen.
Mommsen selbst veröffentlichte 1964 seinen eigenen Artikel Der Reichstagsbrand und seine politischen Folgen in den Vierteljahrsheften für Zeitgeschichte. Darin nannte er es das „unbestreitbare Verdienst von Fritz Tobias, die ‚Schallmauer‘ kommunistisch beeinflußter Zeugnisse durchbrochen zu haben“ und der Forschung nachgewiesen zu haben, dass sie „die Grundsätze der Quellenkritik nicht hinreichend berücksichtigt“ habe. Schneider hatte in seinem Manuskript geschrieben, Tobias‘ These der Alleintäterschaft „entbehrt jeder Stütze durch tatsächliche Feststellungen und ist umgekehrt weder mit den Aussagen der Brandzeugen […] noch mit den Untersuchungsergebnissen der Sachverständigen […] am Brandobjekt in Einklang zu bringen“. Mommsen dagegen räumte ein, dass Tobias eine „Reihe von durchweg unwesentlichen Zitier- und Übersetzungsfehlern“ unterlaufen waren. Schneiders These, Tobias habe eine „objektive Verfälschung des Tatbestandes“ vorgenommen, wies er aber als „unbegreiflich“ zurück. Mommsens brillanter Artikel habe, so Hett, maßgeblich dazu beigetragen, dass viele Historiker die Alleintäterthese akzeptierten. Mommsen selbst sah im Fall des Reichstagsbrands eine gute Eröffnung für eine funktionalistische Interpretation des Nationalsozialismus. Rückblickend erklärte er 2008, der „eigentliche Skandal besteht freilich im Versagen der Fachwissenschaft in Deutschland, nicht zuletzt des Instituts für Zeitgeschichte, die sich immer wieder zum Kumpan der Fälscher-Mafia machte und sich nicht scheute, Fälscher zu decken.“
Sven Felix Kellerhoff hält das Schneidersche Manuskript für „eine schlechte Materialsammlung voller unbelegter Urteile“, sodass Krausnicks Ablehnung begründet gewesen sei. Dass Mommsen zudem 1964 auf Schneiders Manuskript aufmerksam gemacht habe, spreche gegen eine Unterdrückung durch das IfZ. Dieser Einschätzung schloss sich Richard J. Evans an. Krausnicks NS-Vergangenheit sei nicht nur schon bekannt gewesen, sondern auch zeittypisch. Jemand wie Mommsen hätte sich nicht einschüchtern lassen. Der Sinneswandel des IfZ sei schlicht darin begründet, dass die Beweise, die Tobias für seine Alleintäterthese vorlegte, zu überzeugend gewesen seien.
Gegen die Einzeltäterthese wandte sich wiederum ein 1968 in Luxemburg entstandenes Internationales Komitee zur wissenschaftlichen Erforschung der Ursachen und Folgen des Zweiten Weltkriegs, das in den 1970er Jahren Dokumente vorlegte, die eine Verantwortung der Nationalsozialisten belegen sollten. Befürworter der These von der nationalsozialistischen Täterschaft wie Walther Hofer, Edouard Calic und Golo Mann führten dabei auch „volkspädagogische“ Argumente an: Wenn sich herausstellen sollte, dass der Reichstag nicht von den Nationalsozialisten angezündet worden sei, könnten auch die anderen Verbrechen in Frage gestellt werden. Diese „volkspädagogischen Erwägungen“ hätten sie aber, so Golo Mann und Walther Hofer, nicht daran gehindert, neue Beweise anzuerkennen. Er habe Fritz Tobias mitgeteilt, betonte Mann, dass er der Erste sei, die Alleintäterthese „zu akzeptieren, wenn Sie sie beweisen können“.

#### Wiederaufnahme der Diskussion seit den 1980er Jahren
In einem 1986 erschienenen Sammelband, der erneut Argumente gegen die Täterschaft der Nationalsozialisten vorbrachte, warf der Berliner Historiker Henning Köhler dem Luxemburger Komitee massive Fälschung von Quellenmaterial vor, was die Debatte stark emotionalisierte. Die Gegner des Komitees sahen sich in ihren Vorwürfen bestätigt, als dessen Vertreter dem Bundesarchiv keine Originaldokumente vorlegen konnten, da diese nach der Einsichtnahme vernichtet worden seien.
Der Vorwurf der Quellenfälschung hat die These von der nationalsozialistischen Täterschaft über Jahre diskreditiert. Heinrich August Winkler etwa schrieb: „Den Veröffentlichungen des Internationalen Komitees Luxemburg […] sind so viele Fälschungen nachgewiesen worden, dass sich ihre Zitierung erübrigt.“ In großen Teilen der Geschichtswissenschaft wurde die These von der Alleintäterschaft van der Lubbes bei allen Zweifeln in den letzten Jahrzehnten als die wahrscheinlichste angesehen. Winkler sprach davon, dass die Brandstiftung mit an Sicherheit grenzender Wahrscheinlichkeit von dem am Tatort festgenommenen van der Lubbe begangen worden sei. Ein Tagebucheintrag von Joseph Goebbels vom 9. April 1941 über eine Unterredung mit Hitler, demzufolge beide darüber rätselten, wer den Brand gelegt hat, deutet nach Meinung von Klaus Hildebrand darauf hin, dass die nationalsozialistische Führung vom Brand überrascht wurde. Goebbels schrieb, Hitler glaube, Torgler sei der Urheber des Reichstagsbrands. Hans-Ulrich Wehler war 2003 der Ansicht, die Forschung seit 1962 habe eine hinreichende Klarheit zu Gunsten einer Alleintäterschaft van der Lubbes erbracht.
In den letzten Jahren wurden allerdings von verschiedener Seite erneut Zweifel an der Alleintäterthese angemeldet. Historiker, Physiker und Brandexperten bestritten die Möglichkeit, dass der stark sehbehinderte van der Lubbe – im Januar 1933 verfügte er über 15 Prozent Sehkraft im linken Auge und 20 Prozent Sehkraft im rechten Auge –  den Plenarsaal des Reichstages wie angegeben alleine in zwanzig Minuten und nur mit Kohleanzündern habe in Flammen setzen können. Auch würden das Verhalten von Hermann Göring und sein rasches Erscheinen vor dem Reichstagsgebäude auf eine direkte Verantwortung der Nationalsozialisten hindeuten. Unmittelbar nach dem Brand waren sowohl ein Feuerwehrmann als auch der Oberbranddirektor davon ausgegangen, ein Einzelner hätte diesen Brand nicht tätigen können. Die Bezweifler der Alleintäterschaft van der Lubbes sehen sich durch Befunde neu aufgebrachter Quellen in ihrer Analyse bestätigt. Die Vertreter der Alleintäterschaftsthese jedoch halten diese Beweisführung für unstimmig und gescheitert.
Hermann Graml räumt zwar ein, dass durch die neueren Publikationen „Fehler und irrige Interpretationen früherer Arbeiten“ aufgezeigt wurden. Er hält fest, „dass alte Verdachtsmomente, die auf NS-Täterschaft schließen ließen, aufgefrischt und zusätzliche Verdachtsmomente entdeckt wurden.“ Die Details des Brandablaufs und die aufgezeigten Unstimmigkeiten seien jedoch nicht gewichtig genug, um damit eine nationalsozialistische Täterschaft hinreichend belegen zu können. Der Journalist und Historiker Sven Felix Kellerhoff behauptet in seinem 2008 erschienenen Buch zum Reichstagsbrand, alle Details wiesen auf eine Rauchgasexplosion (bei Kellerhoff als „Backdraft“ bezeichnet) hin, die den Plenarsaal schlagartig entflammt habe. Kellerhoff sieht damit die These der Alleintäterschaft van der Lubbes gestützt. Dem wird von Brandexperten widersprochen: „Unterstellt man die Richtigkeit dieser Aussage“, so der Professor für Verfahrenstechnik Karl Stephan, „so beweist sie allerdings das Gegenteil von dem, was bewiesen werden soll, denn ein Backdraft wäre vor allem dann wahrscheinlich, wenn man zuvor flüssige Brennstoffe in den Plenarsaal eingebracht hätte.“ Damit würde eine Alleintäterschaft van der Lubbes ausscheiden.
Der Goebbels-Biograph Peter Longerich führt 2010 aus, dass die Tagebucheinträge des Propagandaministers verdeutlichten, wie sehr die Brandstiftung der NS-Spitze gelegen kam, um die politische Linke, insbesondere die KPD, zu zerschlagen. Sie gäben aber weder Hinweise auf eine NS-Täterschaft, noch könne diese aufgrund der Eintragungen des Propagandaministers ausgeschlossen werden. Longerich fügt hinzu: „Die Frage der Urheberschaft des Reichstagsbrandes ist Gegenstand einer seit langem anhaltenden, keinesfalls zugunsten der Alleintäterthese geklärten Kontroverse.“ Der amerikanische Historiker Benjamin Carter Hett stellt in seiner Studie Der Reichstagsbrand. Wiederaufnahme eines Verfahrens fest, dass mit „einem hohen Grad an Wahrscheinlichkeit […] van der Lubbe kein Einzeltäter“ war. Dieser habe weder über die notwendige Zeit noch die entsprechenden Mittel für eine erfolgreiche Brandstiftung verfügt. Die Indizienlage spreche für eine von den Nationalsozialisten ausgehende und von SA-Angehörigen um Hans Georg Gewehr durchgeführte Brandsetzung, wobei der Plenarsaal mit selbstentzündlichen Substanzen präpariert gewesen sei, bevor van der Lubbe seine dilettantischen Versuche, diesen anzuzünden, durchgeführt habe. Letztlich beweisbar sei aber auch diese Hypothese nicht.
Hett argumentiert, dass sich die Einzeltäter-These in Deutschland auch aufgrund des Wissensstandes der 1950er- und 1960er-Jahre über die NS-Verbrechen durchsetzte, als es ehemaligen Funktionsträgern wie Werner Best gelungen sei, die Geschichtsschreibung zu beeinflussen, um ihre eigene Verstricktheit in die NS-Verbrechen zu verdecken. Aus einem Memorandum Tobias‘ aus dem Jahr 1963 geht beispielsweise hervor, dass Tobias seine Recherchen zum Reichstagsbrand im Rahmen einer internen Untersuchung gegen den seinerzeit im niedersächsischen Polizeidienst beschäftigten Walter Zirpins begonnen hatte, der wegen seiner NS-Vergangenheit Ende 1951 in die öffentliche Kritik geraten war. Zur Fortsetzung seiner Recherchen wurde Tobias Ende 1957/Anfang 1958 vom damaligen niedersächsischen Innenminister Hinrich Wilhelm Kopf teilweise vom Dienst freigestellt. In seinem Buch habe Tobias dann die Rolle ehemaliger NS-Polizisten wie Zirpins, Heisig und Braschwitz glorifiziert und ihr weiteres, ihm sehr wohl bekanntes Verhalten während der nationalsozialistischen Herrschaft vernachlässigt. Historiker der strukturalistischen Interpretation des Nationalsozialismus, namentlich Hans Mommsen und Martin Broszat, und die Vertreter der Tobias/Mommsen–These sieht Hett als kritisch gegenüber Aussagen von Opfern eingestellt, während sie andererseits dazu neigten, die Aussagen selbst von NS-Funktionären für die besseren Quellen zu halten.
Im Jahre 2019 tauchte im Nachlass von Fritz Tobias die Abschrift einer Eidesstattlichen Erklärung des SA-Mannes Hans-Martin Lennings aus dem Jahre 1955 auf, wonach dieser auf Befehl seines Vorgesetzten Karl Ernst Marinus van der Lubbe zum Reichstag gefahren hatte. Diese Aussage wird etwa von Benjamin Carter Hett als – vorbehaltlich einer näheren Prüfung – taugliches Argument gegen die Alleintäterthese gewertet, doch Tobias hatte ihre Existenz weder in seinen eigenen Schriften noch gegenüber Historikern erwähnt. Sven Felix Kellerhoff hält die Darstellung Lennings’ dagegen für unglaubwürdig, da sie den Ermittlungsakten widerspreche.
2020 legte der britische Historiker Richard J. Evans einen Band über Verschwörungstheorien mit Bezug zur NS-Zeit vor. In einem Kapitel über den Reichstagsbrand argumentiert er darin für die Alleintäterthese: Deren Gegner könnten die Rolle van der Lubbes nicht klären, der stets darauf beharrt habe, allein gehandelt zu haben. Sollten die Nationalsozialisten tatsächlich einen Sündenbock für den von ihnen selbst gelegten Brand gesucht haben, so sei er der denkbar ungeeignetste Kandidat dafür, da er keiner kommunistischen Organisation angehörte. Evans wirft Hett vor, Tobias als verkappten Nationalsozialisten hinzustellen, obwohl an dessen sozialdemokratischer Gesinnung nicht zu zweifeln sei. Zustimmend zitiert er Kellerhoff, der dem Vorwurf, die Alleintäterthese sei apologetisch, entgegenhält, die Annahme einer NS-Beteiligung könne die Mitverantwortung des deutschen Volks bei der Etablierung der NS-Herrschaft verschleiern, das dann lediglich als Opfer gerissener Machenschaften der Nationalsozialisten erscheine.
Tatsächlich hatte Hett die These, dass Tobias ein verkappter Nazi gewesen sei, verworfen und Tobias eine nationalistische und auf Rechtfertigung ausgerichtete Agenda sowie eine gewisse Naivität gegenüber einzelnen Nationalsozialisten und ihrer Bewegung attestiert. Echtes Einverständnis oder Zustimmung zu den Nationalsozialisten habe seine Einstellung nicht geprägt. Tobias habe sich vielmehr von skrupellosen Figuren der extremen Rechten benutzen lassen. So erschien 2011 im rechtsextremen Grabert-Verlag eine angeblich neue Edition des Tobiasschen Buchs mit Einleitung und Nachwort des rechtsextremen Publizisten Fred Duswald, die aber in weiten Teilen lediglich den Text der Spiegel-Serie reproduzierte. Tobias‘ verblendete Sichtweise, so Hett weiter, entschuldige aber nicht, dass er die eigennützigen Aussagen der Gestapo-Leute ernst genommen und derart unbedacht die Aggression und Mordlust und den Willen der NSDAP zur Macht verkannt habe. Die Sicht auf die Machtpolitik rund um den Reichstagsbrand, die Mommsen in seinem Aufsatz vertrete, hält Hett hingegen in weiten Teilen für überzeugend. Für die Frage, wer die Verantwortung für den Reichstagsbrand trage, müsse man anhand der Quellen ganz neu beginnen, da die Widerlegung der Einzeltäter-These keineswegs beweise, dass die SA den Brand gelegt habe. Richard J. Evans, so merkte Hett 2021 kritisch an, habe sich die inzwischen verfügbaren neuen Quellen, darunter den seit 2017 im Bundesarchiv Koblenz liegenden Nachlass von Fritz Tobias, nicht angesehen.
Die Debatte und Forschung sind noch nicht abgeschlossen.

## Mediale Überlieferung
Im Zuge des 90. Jahrestags der historischen Ereignisse 2023 nutzten zahlreiche deutsche Medien – darunter die Süddeutsche Zeitung, Spiegel Online und das ARD-Morgenmagazin – ein vermeintlich authentisches Foto vom Reichstagsbrand. Das Foto zeigt, wie meterhoch Flammen aus dem Reichstagsgebäude schlagen. Auch die Dokumentation Als der Reichstag brannte des deutsch-französischen Fernsehsenders arte griff auf Filmmaterial zurück, das dem Foto ähnelt.
Der Journalist Uwe Soukup wies in der taz und in einem Interview mit Deutschlandfunk Kultur darauf hin, dass Bild- und Filmmaterial aus einem DEFA-Spielfilm stammen. Der Historiker Andreas Kötzing stellte weitere Nachforschungen an und recherchierte, dass das Foto nicht den echten Reichstag, sondern ein von Ernst Kunstmann und seiner Tochter Vera für die DEFA geschaffenes Modell des Reichstags zeigt, das 1955 sowohl in Ernst Thälmann – Führer seiner Klasse von Kurt Maetzig als auch in Der Teufelskreis von Carl Balhaus brennend zu sehen war. Später wurden die Aufnahmen in abgewandelter Form im DEFA-Dokumentarfilm Du und mancher Kamerad (1956) von Annelie und Andrew Thorndike als vermeintlich authentisches Material eingebunden. Da die Menschen im Vordergrund der Aufnahmen in allen drei Filmen variieren, konnte Kötzing rückschließen, dass das in den Medien als authentische Aufnahme eingestufte Foto aus Du und mancher Kamerad stammt. Da der Film der Thorndikes Eingang in das Staatliche Filmarchiv der DDR fand und dort auch Filmschaffenden anderer Länder zur Verfügung stand, griff unter anderem der britische Filmemacher Paul Rotha für seinen Dokumentarfilm Das Leben von Adolf Hitler (1961) auf das Material zurück. Kötzing entdeckte die Aufnahmen, die laut ihm „aufgrund der Kürze nur schwer als Nachinszenierung zu erkennen“ sind in weiteren bekannten Dokumentarfilmen, darunter in Hitler – Eine Karriere von Joachim Fest und Christian Herrendoerfer.
Wer das Foto zu welchem Zeitpunkt aus dem Filmmaterial gezogen hat und wie es seinen Weg in die Bildagenturen fand, war für Kötzing nicht abschließend zu klären. Eine Nutzung konnte er bis in die 1970er-Jahre für die Zeitschrift Das III. Reich. Zeitgeschehen in Wort, Bild und Ton zurückverfolgen. Eine Verwendung des Filmstills in DDR-Medien konnte Kötzing nicht ermitteln.